# Pulas flygplats
Pulas flygplats (kroatiska: Zračna luka Pula är kroatiska Istriens och nordvästra Kroatiens största flygplats. Den är belägen 6 km öster om Pula.

## Trafik
Från flygplatsen går inrikesflyg till bland annat Zagreb, Split och Dubrovnik. Utrikesflyg finns till bland annat Stockholm, Köpenhamn, Oslo, Köln och Edinburgh. Flera internationella lågprisflygbolag flyger till Pula.

## Förbindelser till Pula
Vid flygplatsens entré finns flygbussar som trafikeras av bolaget Brioni. Där finns även taxibilar för vidare transport till Pula och andra destinationer. Från flygplatsen till Pulas centrum är det 6 km och resan tar cirka 30 minuter.